# Dicranomyia (Dicranomyia) rodriguensis
Dicranomyia (Dicranomyia) rodriguensis is een tweevleugelige uit de familie steltmuggen (Limoniidae). De soort komt voor in het Afrotropisch gebied.